# Kuźnica Strobińska
Kuźnica Strobińska [pronunciación en polaco: /kuʑˈnit͡sa strɔˈbiɲska/] es un pueblo ubicado en el distrito administrativo de Gmina Osjaków, dentro del Distrito de Wieluń, Voivodato de Łódź, en Polonia central. Se encuentra aproximadamente a 4 kilómetros al este de Osjaków, a 20 kilómetros al noreste de Wieluń, y a 70 kilómetros al suroeste de la capital regional Łódź.
El pueblo tiene una población aproximada de 130 habitantes.